# Osteoglossoidei
Gli Osteoglossoidei sono un sottordine dell'ordine Osteoglossiformes (dal latino: "lingue ossee") che contiene i pesci farfalla, gli arowana e gli arapaima, oltre a famiglie estinte.